# Bitva u Panského Boru
Bitva u Panského Boru (též bitva u Horažďovic) se odehrála 12. října 1420 na návrší u románského kostelíku sv. Máří Magdalény v dnešním Malém Boru u Horažďovic. Husitské sbory pod velením táborského hejtmana Jana Žižky z Trocnova zde porazily spojená vojska Rožmberků, jihočeských a západočeských šlechticů a zahraničních oddílů z houfu krále Zikmunda Lucemburského. Porážka zmařila plány českých pánů na ovládnutí jihočeského prostoru, naopak husitům vítězství uvolnilo ruce pro pokračování ofenzivní války, zejména proti zboží Oldřicha II. z Rožmberka.

## Předehra
Po rozpadu vojsk první křížové výpravy opustilo 22. srpna 1420 táborské vojsko Prahu a zamířilo zpět ke své mocenské základně. Větší část táboritů se vrátila na Hradiště, menší, v čele s Janem Žižkou, se přemístila do Písku. Ve zdejším středisku husitství jednooký hejtman začal shromažďovat síly pro podzimní ofenzivu, která byla namířena proti nepřátelům kalicha na území jižních a západních Čech, zejména proti Oldřichovi II. z Rožmberka, který ve druhé polovině června konvertoval zpět ke katolické víře. Pozornost husitů si však tento sedmnáctiletý šlechtic vysloužil nejen změnou náboženského postoje, ale i nedávným útokem proti Táboru a represemi proti ohniskům husitství a kališnickým kněžím. Prvním cílem Žižkova vojska se i proto stalo královské město Vodňany, toho času v moci Rožmberků, kterého se mu podařilo zmocnit v prvních dnech měsíce září. Posléze se spojil s oddíly kališnického šlechtice Oldřicha Vaváka z Hradce, se kterým zahájil bojové operace v prostoru v jihovýchodní části jižních Čech. Společně dobyli Lomnici a Bystřici, kde jim padly do rukou žena a dcera českobudějovického hejtmana Lipolta I. Krajíře z Krajku. Poté Žižka patrně obdržel zprávy, že se k němu blíží vojsko shromážděné na území plzeňského landfrýdu a obrátil se zpět na Písecko. Cestou dobyl Trhové Sviny a obsadil Horažďovice. Odtud zamířil k tvrzi v Panskému Boru, kterou počátkem října oblehl a přes úpornou snahu obránců opanoval a vypálil. Vzápětí se však dozvěděl o silném vojsku, jež se shromažďovalo nedaleko Horažďovic a upozorněno na Žižkovu aktivitu mířilo k hořící tvrzi. O početním stavu tohoto vojska neexistují přesné záznamy, nicméně je známo, že bylo složeno z oddílů Oldřicha z Rožmberka, plzeňského landfrýdu a jihočeských katolických feudálů pod velením Bohuslava ze Švamberka a Jindřicha z Plavna na Kynžvartě. Dále k nim příslušeli vojáci probošta chotěšovského a rakouští žoldnéři spolu s Uhry a Němci v čele s Lipoltem Krajířem z Krajku, které na pomoc svým katolickým poddaným vyslal král Zikmund. Sotva Žižku hlídky informovaly o blížícím se nebezpečí, rozkázal přemístit se na nedaleké návrší, kde stál ohrazený románský kostelík z 12. století. Zde nechal své vojáky semknout vozovou hradbu a vyčkal příchodu nepřátel.

## Bitva
O událostech z 12. října 1420 informuje několik písemných pramenů, které poskytují poměrně shodný obraz celého střetnutí, jež bylo klasickou ukázkou použití vozové hradby v konfrontaci s opakovanými nájezdy těžké jízdy. Je patrné, že husité byli ve značné početní nevýhodě, přesto takticky dobře zvolené místo k defenzivě, s využitím hřbitovní zdi jako dalšího obranného prvku, jim umožnilo vytrvat v poli a zvítězit. Husitská kronika literáta a přímého účastníka husitských válek Vavřince z Březové k bitvě poznamenává: 
| „                    | Potom v sobotu po svatém Divišovi lid pana Oldřicha z Růže, Švamberk a ostatní páni z plzeňského kraje spolu s chotěšovským proboštem svedli se Žižkou a jeho tábory u hradu Boru blízko Horažďovic nepřátelskou srážku; a na obou stranách byli zabití, ranění a zajatí, více však na straně pánů, ale Žižka v poli vyhrál. | “ |
| — Vavřinec z Březové | |   |

 Dále o střetnutí informuje jeden z rukopisů Starých letopisů českých, avšak letopisec, jenž zápis pořídil, střetnutí omylem zařadil do roku 1421 a sloučil tak dvě různá Žižkova tažení totožnou krajinou. 
| „                             | Předtím oblehl Žižka Panský Bor za Horažďovicemi a byl tu tak dlouho, dokud se nevzdali. Když mu tvrz vydali, hned ji vypálil, protože nevěděl, že jim přichází posila. Když se o té posile dozvěděl, táhl nahoru ke kostelíku a tam se připravil k boji. Přitáhl na něj pan z Rožmberka s velikým množstvím svých lidí a s ním Krajíř s mnoha Němci a s mnoha dalšími lidmi. Z druhé strany pak táhl pan Bohuslav ze Švamberka s Plavenským a s mnoha dalšími Němci a také Plzeňskými. A tak ho obklíčili kolem dokola, protože se jich na něj sjelo velmi mnoho. Ale on se udatně bránil s pevnou vírou v Pána Boha a zabil a zranil se svými bratřími mnoho nepřátel, způsobil jim velkou škodu a hanbu, takže museli ujet pryč velmi neslavně. Žižka zůstal na bojišti sám a potom táhl dál svou cestou. | “ |
| — Ze starých letopisů českých | |   |

 O úspěchu jednookého táborského hejtmana se zmiňuje i autor jeho kratičkého životopisu, který své dílko s názvem Kronika velmi pěkná o Janu Žižkovi dokončil patrně v polovině 15. století. Jediná věta, v níž konstatuje, že Žižka dobyl Bor, a když nepřátelům způsobil velkou škodu, pokračoval v tažení, je u něj chronologicky zařazena až po bitvě pod Vyšehradem (1. listopadu). Zprávy o ztrátách na životech a účasti německého a uherského kontingentu pochází z pera dvorního životopisce a kronikáře krále Zikmunda Eberharda Windeckeho, jenž se na podzim roku 1420 nacházel nedaleko bojiště v Českých Budějovicích. Jeho bilance ztrát vyčísluje na osm set mrtvých Němců a Uhrů a stejně tak i husitů.

## Důsledky
Po dosaženém triumfu Žižka pravděpodobně nepřítele nepronásledoval a zůstal na bojišti, aby se postaral o své zraněné a pohřbil mrtvé. Přestože proti němu západočeská a jihočeská šlechta postavila nejsilnější vojsko jakého byla schopna, zůstával nadále hlavní vojenskou silou v oblasti. Nicméně vítězství oslabilo řady husitských následovníků a jeho první cesta proto vedla zpět do Písku, kde byl své síly nucen reorganizovat.

#### Prameny
- BŘEZOVÉ, Vavřinec z. Husitská kronika; Píseň o vítězství u Domažlic. Praha: Svoboda, 1979. 427 s.
- Ze starých letopisů českých. Praha: Svoboda, 1980. 580 s.
- Ze zpráv a kronik doby husitské. Praha: Svoboda, 1981. 491 s. [Kronika velmi pěkná o Janu Žižkovi].

#### Sekundární literatura
- ČORNEJ, Petr. Velké dějiny zemí Koruny české V. 1402-1437. Praha: Paseka, 2000. 790 s. ISBN 80-7185-296-1.
- LENKOVÁ, Jitka; PAVLÍK, Václav. Nejdůležitější bitvy v českých dějinách. 1. vyd. Frýdek-Místek: Alpress, 2007. 294 s. ISBN 978-80-7362-470-5.
- MACEK, Josef. Tábor v husitském revolučním hnutí II. díl. Praha: Rovnost, 1955. 430 s.
- PALACKÝ, František. Dějiny národu Českého v Čechách a na Moravě. Praha: B. Kočí, 1907. 1279 s.
- ŠMAHEL, František. Jan Žižka z Trocnova. Praha: Melantrich, 1969. 264 s.
- ŠMAHEL, František. Husitská revoluce. 3. Kronika válečných let. Praha: Karolinum, 1996. 420 s. ISBN 80-7184-075-0.
- TOMEK, Václav, Vladivoj. Jan Žižka. Praha: V ráji, 1993. 228 s. ISBN 80-900875-7-4.
- URBÁNEK, Rudolf. Jan Žižka. Praha: Mánes, 1925. 313 s.